# Idioma wamey
Wamey ([wæ-meỹ], Meyny), o Konyagi (Conhague, Coniagui, Koniagui), es una lengua senegambiana de Senegal y Guinea.